# Superliga ukraińska w futbolu amerykańskim
Superliga ukraińska w futbolu amerykańskim (ukr. Суперлига) – najwyższa w hierarchii klasa męskich ligowych rozgrywek futbolu amerykańskiego na Ukrainie, będąca jednocześnie najwyższym szczeblem centralnym (I poziom ligowy), utworzona w 1993 roku i zarządzana przez Ukrajinska liha amerykańskoho futbołu (ULAF), a do 2015 przez Federacija amerykańskoho futbołu Ukrajiny (FAFU). Zmagania w jej ramach toczą się cyklicznie (co sezon) z przerwami i przeznaczone są dla 10 najlepszych krajowych drużyn. Jej triumfator zostaje Mistrzem Ukrainy, zaś najsłabsze drużyny są relegowane do I ligi ukraińskiej. 

## Historia
Mistrzostwa Ukrainy futbolu amerykańskiego odbywają się od 1993 roku (z przerwami). Format rozgrywek zmieniał się co roku w zależności od liczby drużyn i ich lokalizacji geograficznej.

## Drużyny 2019
| - Kiev Capitals - Uzhhorod Lumberjacks - Vinnytsia Wolves - Lviv Lions - Kiev Slavs |  | - Kharkov Atlantes - Kiev Patriots - Dnipro United - Odessa Storm - Kiev Stallions |

## Mistrzowie i pozostali medaliści
| Sezon | K | K | T  | Mistrz               | Wicemistrz                          | III miejsce         | Br. | Król strzelców | Uwagi          |
| Wyszcza liha mistrzostw Ukrainy w futbolu amerykańskim (ukr. Вища Ліга Чемпіонату України з американського футболу) |   |   |    |                      |                                     |                     |     |                |                |
| 1993 |   |   | 1  | Charkiwśki Atłanty   | Donećki Skify                       | Charkiwśki Kozaky   |     |                | ? klubów       |
| 1994 |   |   | 1  | Donećki Skify        | Charkiwśki Atłanty                  | Kyjiwśki Jastruby   |     |                | ? klubów       |
| 1995 |   |   | 2  | Donećki Skify        | Charkiwśki Atłanty                  | Kyjiwśki Rujniwnyky |     |                | ? klubów       |
| 1996 |   |   | 3  | Donećki Skify        | Kyjiwśki Rujniwnyky                 | Czerkaśki Barsy     |     |                | ? klubów       |
| 1997 |   |   | 4  | Skify-DonNTU         | Kyjiwśki Rujniwnyky                 | Winnyćki Wowky      |     |                | ? klubów       |
| 1998 |   |   | 5  | Skify-DonNTU         | Charkiwśki Atłanty                  | Kyjiwśki Rujniwnyky |     |                | ? klubów       |
| 1999 |   |   | 6  | Skify-DonNTU         | Charkiwśki Atłanty                  | Kyjiwśki Hepardy    |     |                | ? klubów       |
| 2000 |   |   | 7  | Skify-DonNTU         | Kyjiwśki Słowiany, Kyjiwśki Hepardy | ---                 |     |                | ? klubów       |
| 2001 |   |   | 8  | Skify-DonNTU         | Kyjiwśki Słowiany                   | Użhorodśki Lisoruby |     |                | ? klubów       |
| 2002 |   |   | 9  | Skify-DonNTU         | Kyjiwśki Słowiany                   | Użhorodśki Lisoruby |     |                | ? klubów       |
| 2003 |   |   | 10 | Skify-DonNTU         | Kyjiwśki Słowiany                   | Użhorodśki Lisoruby |     |                | ? klubów       |
| 2004 |   |   | 1  | Kyjiwśki Słowiany    | Donećki Wariahy                     | ---                 |     |                | ? klubów       |
| 2005 |   |   |    |                      |                                     |                     |     |                | nie rozgrywano |
| 2006 |   |   |    |                      |                                     |                     |     |                | nie rozgrywano |
| 2007 |   |   | 2  | Kyjiwśki Słowiany    | ---                                 | ---                 |     |                | ? klubów       |
| 2008 |   |   | 11 | Donećki Wariahy      | Karpatśki Wedmedi                   | Kyjiwśki Słowiany   |     |                | ? klubów       |
| 2009 |   |   | 1  | Użhorodśki Lisoruby  | Minśki Zubry                        | Donećki Wariahy     |     |                | ? klubów       |
| 2010 |   |   | 12 | Skify-DonNTU         | Minśki Zubry                        | Kyjiwśki Słowiany   |     |                | ? klubów       |
| 2011 |   |   | 13 | Skify-DonNTU         | Minśki Zubry                        | Kyjiwśki Reaktywni  |     |                | ? klubów       |
| 2012 |   |   | 14 | Skify-DonNTU         | Kyjiwśki Bandyty                    | Charkiwśki Atłanty  |     |                | ? klubów       |
| 2013 |   |   | 1  | Kyjiwśki Bandyty     | Skify-DonNTU                        | Charkiwśki Atłanty  |     |                | ? klubów       |
| 2014 |   |   | 2  | Kyjiwśki Bandyty     | Kyjiwśki Słowiany                   | Odeśki Piraty       |     |                | ? klubów       |
| 2015 |   |   | 2  | Użhorodśki Lisoruby  | Kyjiwśki Bandyty                    | Kyjiwśki Buldohy    |     |                | ? klubów       |
| 2016 |   |   | 1  | Minśki Zubry         | Kyjiwśki Bandyty                    | Użhorodśki Lisoruby |     |                | ? klubów       |
| 2017 |   |   | 3  | Użhorodśki Lisoruby  | Kyjiwśki Bandyty                    | Kyjiwśki Buldohy    |     |                | ? klubów       |
| 2018 |   |   | 1  | Kyjiwśki Patrioty    | Lwiwśki Lwy                         | Charkiwśki Atłanty  |     |                | ? klubów       |
| 2019 |   |   | 1  | Kyjiwśki Stołycznyky | Kyjiwśki Patrioty                   | Kyjiwśki Żerebci    |     |                | ? klubów       |

## Statystyka

### Tabela medalowa
Mistrzostwo Ukrainy zostało do tej pory zdobyte przez 8 różnych klubów.
Stan na 31 grudnia 2019. 
| Lp. | Klub                 | Miejsca na podium | Miejsca na podium | Miejsca na podium | Zwycięskie sezony |   |   |                                                                                    |
| --- | -------------------- | ----------------- | ----------------- | ----------------- | ----------------- | - | - | ---------------------------------------------------------------------------------- |
| Lp. | Klub                 | 1.                | Skify-DonNTU      | 14                | Zwycięskie sezony | 3 | 1 | 1994, 1995, 1996, 1997, 1998, 1999, 2000, 2001, 2002, 2003, 2008, 2010, 2011, 2012 |
| 2.  | Użhorodśki Lisoruby  | 3                 | 1                 | 4                 | 2009, 2015, 2017  |   |   |                                                                                    |
| 3.  | Kyjiwśki Słowiany    | 2                 | 4                 | 2                 | 2004, 2007        |   |   |                                                                                    |
| 4.  | Kyjiwśki Bandyty     | 2                 | 3                 | 0                 | 2013, 2014        |   |   |                                                                                    |
| 5.  | Charkiwśki Atłanty   | 1                 | 4                 | 3                 | 1993              |   |   |                                                                                    |
| 6.  | Minśki Zubry         | 1                 | 3                 | 0                 | 2016              |   |   |                                                                                    |
| 7.  | Kyjiwśki Patrioty    | 1                 | 1                 | 0                 | 2018              |   |   |                                                                                    |
| 8.  | Kyjiwśki Stołycznyky | 1                 | 0                 | 0                 | 2019              |   |   |                                                                                    |
| 9.  | Kyjiwśki Rujniwnyky  | 0                 | 2                 | 2                 |                   |   |   |                                                                                    |
| 10. | Kyjiwśki Hepardy     | 0                 | 1                 | 1                 |                   |   |   |                                                                                    |
| 11. | Karpatśki Wedmedi    | 0                 | 1                 | 0                 |                   |   |   |                                                                                    |
| 11. | Lwiwśki Lwy          | 0                 | 1                 | 0                 |                   |   |   |                                                                                    |
| 13. | Charkiwśki Kozaky    | 0                 | 0                 | 1                 |                   |   |   |                                                                                    |
| 13. | Czerkaśki Barsy      | 0                 | 0                 | 1                 |                   |   |   |                                                                                    |
| 13. | Kyjiwśki Buldohy     | 0                 | 0                 | 1                 |                   |   |   |                                                                                    |
| 13. | Kyjiwśki Jastruby    | 0                 | 0                 | 1                 |                   |   |   |                                                                                    |
| 13. | Kyjiwśki Reaktywni   | 0                 | 0                 | 1                 |                   |   |   |                                                                                    |
| 13. | Kyjiwśki Żerebci     | 0                 | 0                 | 1                 |                   |   |   |                                                                                    |
| 13. | Odeśki Piraty        | 0                 | 0                 | 1                 |                   |   |   |                                                                                    |
| 13. | Winnyćki Wowky       | 0                 | 0                 | 1                 |                   |   |   |                                                                                    |